# 景明君
李忱（韓語：이침）（1489年—1526年），字誠之，封景明君（韓語：경명군）。朝鮮成宗李娎的庶子，生母為淑儀洪氏。

## 生平
成宗二十年八月十八日生，中宗二十一年五月二十五日卒。諡貞敏。

## 家庭
- 異母兄：燕山君李㦕、朝鮮中宗李懌
- 兄：完原君李𢢝、檜山君李恬、甄城君李惇、益陽君李懷
- 弟：雲川君、楊原君李憘
- 姊：惠淑翁主李秀蘭、靜順翁主
- 妹：靜淑翁主李如蘭
- 妻：江陽郡夫人 坡平尹氏（？－1537年）尹堞之女。[2][3]
  - 子：安城君 李壽齡
    - 孫：平原君 李鎰

  - 子：安南君 李壽錬
  - 媳：青松縣夫人沈氏
    - 孫：錦川君 李俌
    - 孫：綾城君 李伸
    - 孫：靈川君 李侹，出繼咸寧君李壽璿（楊原君李憘之子）
    - 孫：文城君 李健，出繼鳳城君李岏（中宗之子）

  - 女：名「蓮環」[4]，贈貞敬夫人。[5]
  - 女婿：金生海
    - 外孫：金大孝
    - 外孫：金元孝
      - 外曾孫：金尙寯

    - 外孫：金克孝
      - 外曾孫：金尙容，仁宣王后張氏的外祖父。
      - 外曾孫：金尙寬
      - 外曾孫：金尙騫
      - 外曾孫：金尙憲，金克孝四子，出繼伯父金大孝。配享孝宗廟庭。
      - 外曾孫：金尙宓

  - 女：名「玉女」
  - 女婿：崔忠秀
    - 外孫：崔瓚
    - 外孫：崔瑄
    - 外孫：崔琥
    - 外孫：崔璞
    - 外孫：崔瑛

## 附註
1. ↑  《景明君墓誌銘》…公生於弘治己酉八月十八日。卒於嘉靖丙戌五月二十五日。…
2. ↑  《景明君墓誌銘》…夫人坡平尹氏江陽郡夫人。僉正贈左贊成堞之女。與公葬同原異封。…
3. ↑  中宗實錄85卷,32年(1537年)10月2日(戊申)1번째기사
4. ↑  《璿源錄》
5. ↑  《仲父軍器寺正墓碣銘》…母貞敬夫人完山李氏。成宗大王之孫。景明君諱忱之女。…